# 서울특별시50플러스재단

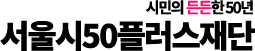
서울시50플러스재단 로고

서울특별시 50플러스재단(서울시50플러스재단, 영어: Seoul 50 Plus Foundation)은 고령사회를 맞아 서울시 중장년층(만40세~64세)의 은퇴 전후의 새로운 인생 준비 및 성공적인 노후생활을 위한 사회참여 활동 지원하기 위해 서울시의 출자출연기관으로 『서울특별시 50플러스재단 설립 및 운영에 관한 조례』에 따라 설립되었다. 서울특별시 마포구 백범로31길 21, 서울복지타운 1층 (공덕역)에 위치하고 있다.

## 주요 사업
1. 50플러스캠퍼스 운영 : 맞춤형 교육 및 상담 콘텐츠 개발 및 제공
2. 중장년 일자리 발굴 및 지원 : 경력인재지원사업, 4050직업훈련, 디지털 직무역량강화, 채용설명회, 중장년 잡페어 등 중장년의 맞춤형 일자리 발굴 및 지원
3. 중장년 정책 개발 : 중장년세대 이슈 발굴 및 정책 기획, 연구, 정책동향리포트 발간
4. 새로운 문화 확산 : 중장년세대의 인식 전환과 정책 홍보, 중장년 정책 거버넌스 및 파트너십 구축
5. 가치동행일자리 사업 : 전문성과 역량을 겸비한 중장년세대에게 사회공헌 일자리를 제공, 지속적 사회참여 기회 제공

## 조직

### 재단
이사회
대표이사
- 윤리경영실
- 미래10년TF팀
- 경영기획본부
  - 기획조정팀
  - 인사팀
  - 정책연구팀
  - 재무팀
  - 홍보팀
- 전략사업본부
  - 40대전략팀
  - 정보화지원팀
  - 서울시니어일자리지원센터
- 사업운영본부
  - 서부캠퍼스
  - 중부캠퍼스
  - 남부캠퍼스
  - 북부캠퍼스
  - 동부캠퍼스
  - 사업운영팀
  - 안전총괄팀
  - 가치동행일자리팀